# 自由斟

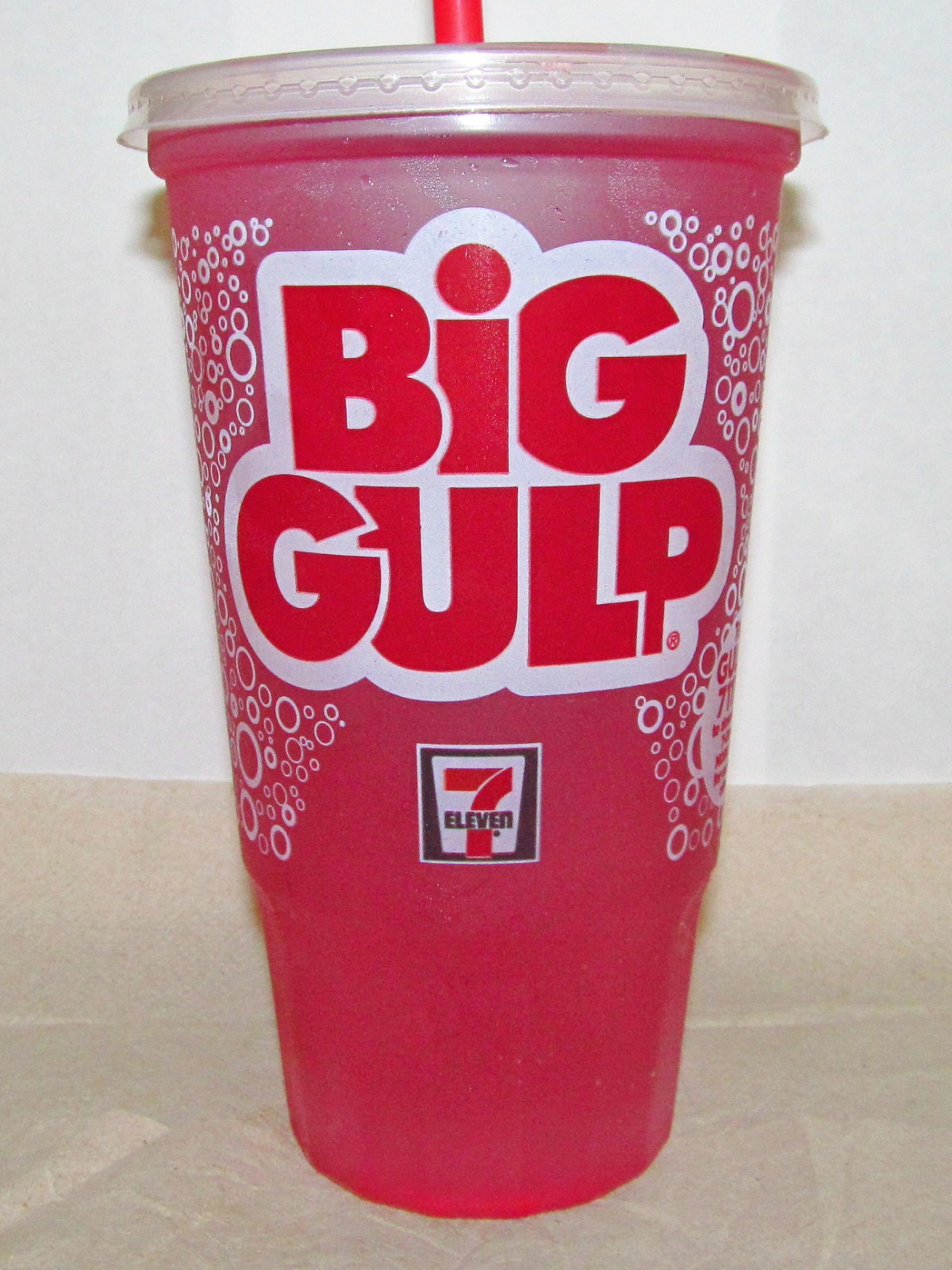

，是一款7-Eleven的飲品，自由斟的不同之處，顧名思義，顧客可以自由選擇飲品機裏不同款色飲品。